# Alessio Silvestrin
Alessio Silvestrin (* 11. September 1973 in Vicenza) ist ein italienischer Balletttänzer, Choreograph und Komponist.

## Leben
Silvestrin hatte in seiner Heimatstadt Ballettunterricht bei Maria Berica Dalla Vecchia und studierte an der Académie de Dance Classique Princesse Grace in Monte-Carlo sowie an der Ecole Atelier Rudra Béjart in Lausanne. Daneben studierte er Musik am Konservatorium seiner Heimatstadt und an der Académie de Musique Prince Ranier III in Monte-Carlo und war Schüler von Francesco Valdambrini.
Ab 1994 arbeitete er als Tänzer und Choreograph unter der Leitung von Maurice Béjart beim Béjart Ballet Lausanne, unter Leitung von Yorgos Loukos beim Ballett der Opéra National in Lyon und von 1999 bis 2002 unter Leitung von William Forsythe beim Frankfurter Ballett, und danach als assoziierter Künstler von The Forsythe Company. Seit 2003 lebt Silvestrin als freiberuflicher Choreograph in Japan. 2005 beauftragte ihn das Aichi Arts Center in Nagoya mit der Choreographie und Aufführung von Béla Bartóks Oper Herzog Blaubarts Burg. Im selben Jahr wurde bei der Biennale di Venezia sein Stück Ritrovare/Derivare mit dem Nō-Schauspieler Tsumura Reijirō aufgeführt, das er ursprünglich in Zusammenarbeit mit Michael Schumacher und dem Komponisten Thom Willems für eine Aufführung der Tanzkompagnie Noism am New National Theater in Tokio choreographiert hatte.
2006 entstand u. a. eine Zusammenarbeit mit dem Bildhauer Anton Himstedt am Westfälischen Landesmuseum für Kunst und Kulturgeschichte Münster. 2007 arbeitete er als Gast der Tanzkompagnie Siameses unter Leitung von Maurício de Oliveira in São Paulo und nahm am 4. Festival für modernen Tanz von Guangdong in China teil. Für das Cerulean Tower Noh Theater in Tokio komponierte, choreographierte und leitete Silvestrin 2008 das Stück Kakekotoba nach Texten aus Platons Phaedo. Im selben Jahr entstand in Zusammenarbeit mit dem Videokünstler Richi Owaki die audiovisuelle Installation Skinslides für das Ycam Yamaguchi Center.

## Kompositionen
- Commentare für Oboe, Englischhorn und Fagott
- Tre Ritrovati Tricordali für Violine, Kontrabass und Cembalo
- Ritrovare Tricordale Secondo für Klavier
- Rime Tricordali für Piccolo, Klarinette, Horn, Viola und Vibraphon
- Rive Tricordali für zwei Klaviere, zwei Trompeten und zwei Tenorposaunen
- Rimare tricordale für Klavier
- Rimato tricordale für Pikkoloflöte, Klarinette, Fagott und Schlagzeug
- Rimario tricordale für Klavier und Orchester
- Kakekotoba für Cembalo
- Omokage für Klavier
- Koe no kage für Flöte
- Otto momenti ricercati für Klaviere

## Weblink
- Homepage von Alessio Silvestrin (englisch)